# 布拉德福德 (緬因州)
布拉德福德（英語：Bradford）是一個位於美國緬因州佩諾布斯科特縣的鎮。

## 人口
根據2020年美國人口普查的數據，布拉德福德的面積為106.66平方千米，當中陸地面積為106.66平方千米，而水域面積為0.00平方千米。當地共有人口1184人，而人口密度為每平方千米11人。